# Йозеф Мадершпергер
Йозеф Мадершпергер (нім. Josef Madersperger, 6 жовтня 1768, Куфштайн — 2 жовтня 1850, Відень) — австрійський кравець, вважається одним з винахідників швацької машини.

## Біографія
У 1790 році разом з батьком переїхав до Відня після того, як їх тирольский будинок згорів. З 1807 року займався удосконаленням швацької машини, в яку вкладав всі свої заощадження і витрачав весь свій вільний час. У 1814 році представив свою першу швацьку машину, яка імітувала рух людської руки при шитті. Після декількох невдалих варіантів, в 1839 запропонував машину, яка імітувала процес ткацтва і виконувала ланцюговий стібок. Не маючи власних коштів, щоб організувати виробництво, передав модель Політехнічному інституту (1839). У 1841 році отримав бронзову медаль від Австрійської Бізнес Асоціації.
Помер в притулку для бідних після короткого (три місяці) сімейного життя і був похований на сусідньому кладовищі для бідних — кладовищі Санкт-Марка, відповідно до правил поховання на цьому кладовищі — без труни в братській могилі (по 5 чоловік). Віденська Гільдія кравців встановила чавунний хрест на імовірному місці його поховання.